# Gemeinde Klein Strehlitz
Die Gemeinde Klein Strehlitz, polnisch Gmina Strzeleczki ist eine Stadt- und Landgemeinde im Powiat Krapkowicki (Krappitz) der Woiwodschaft Oppeln in Polen. Der Gemeindesitz ist die Stadt Klein Strehlitz, die zum 1. Januar 2024 wieder Stadtrecht erhielt. Die Gemeinde ist zweisprachig, deutsch und polnisch.

## Geografie
Die Gemeinde hat eine Fläche von 117,26 km², davon sind 58 % Flächen für die Landwirtschaft und 34 % Waldflächen. Die Gemeinde nimmt 26,5 % der Fläche des Landkreises ein.

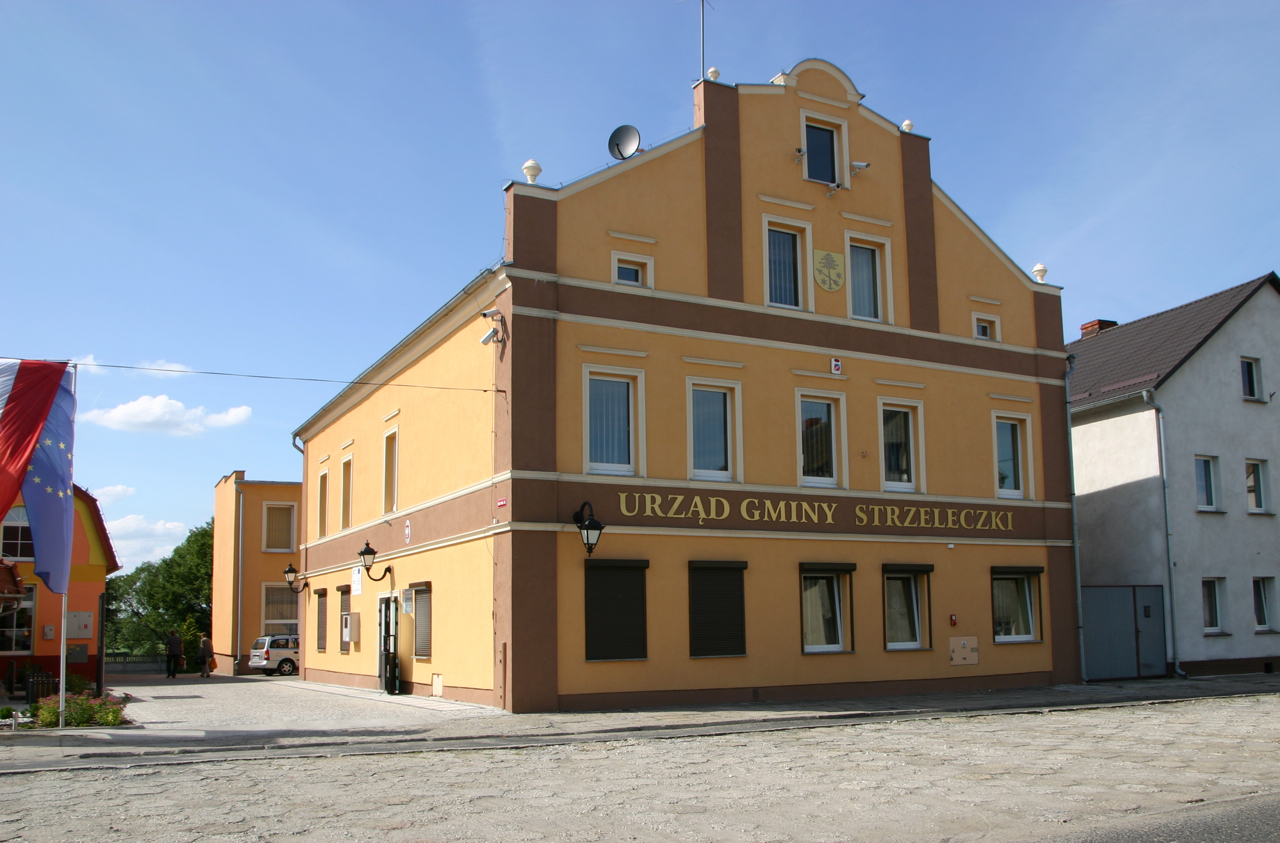
Der Gemeindesitz in Klein Strehlitz

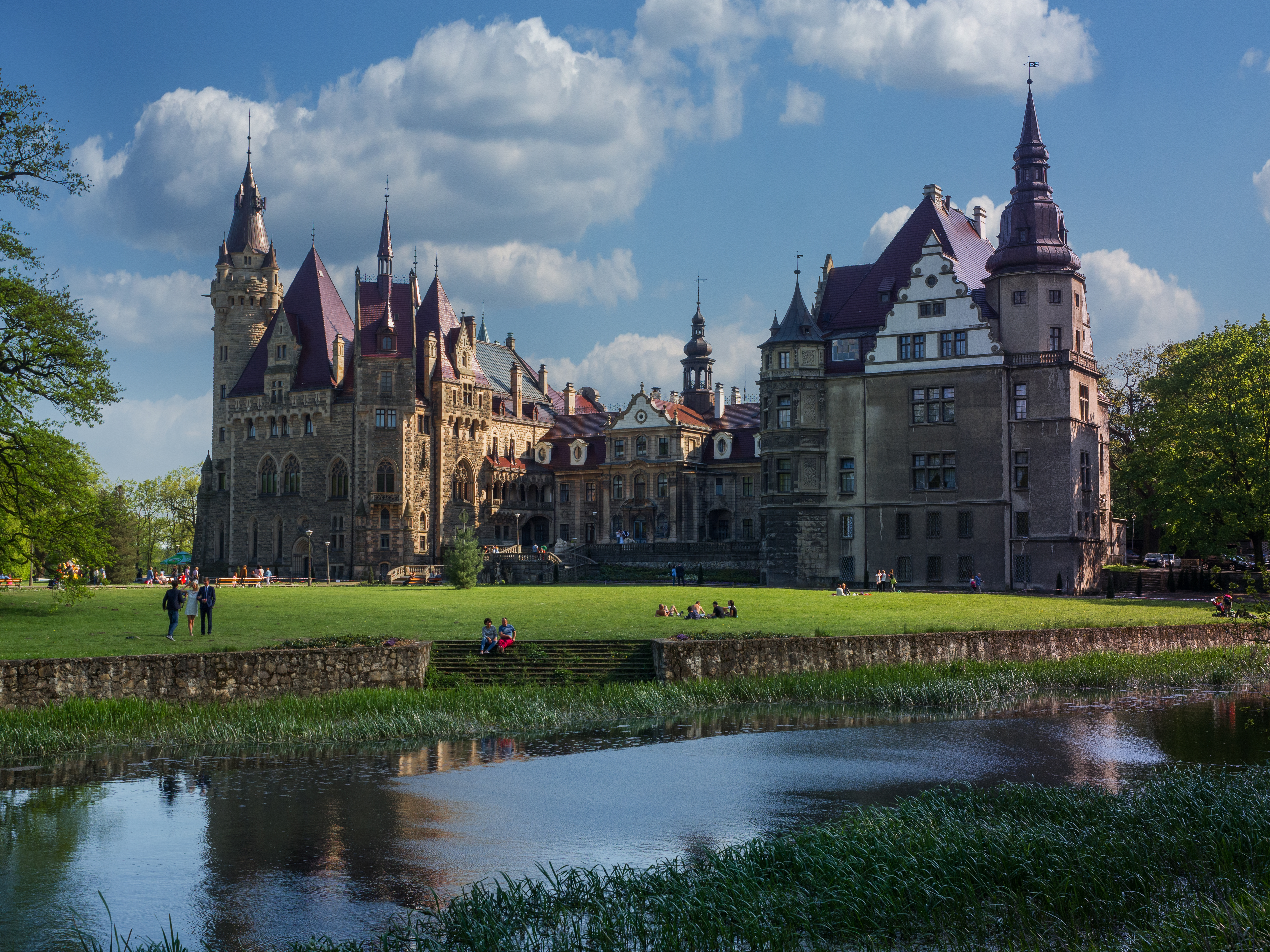
Das 1896 bis 1900 errichtete Schloss Moschen wurde 1911 und 1912 von Kaiser Wilhelm II. besucht

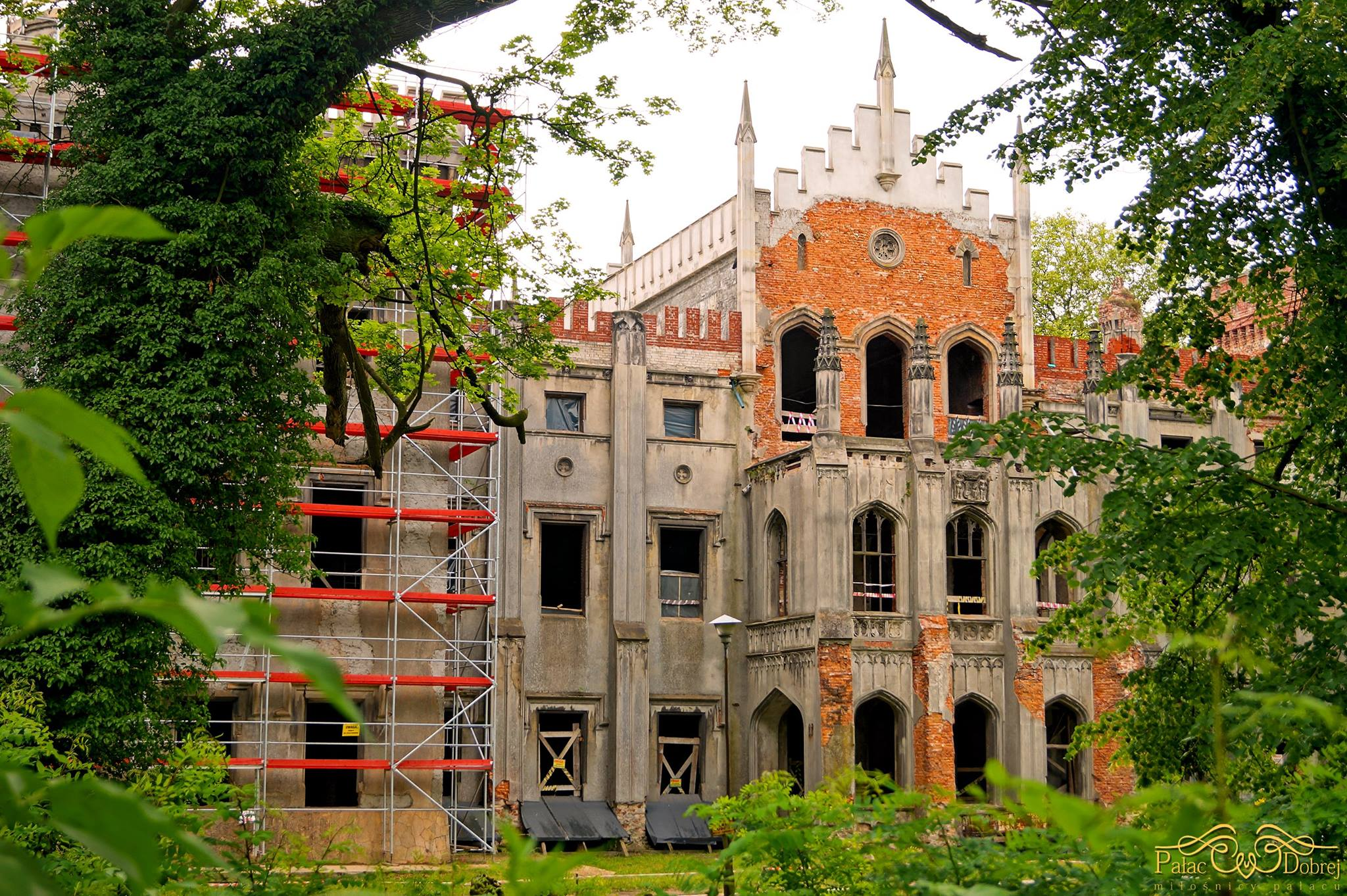
Ruine des Schlosses Dobrau

Die Gemeinde Klein Strehlitz umfasst eine Fläche von 117,26 km² mit rund 7400 Einwohnern.

## Politik

### Gemeindevorsteher
An der Spitze der Gemeindeverwaltung steht der Gemeindevorsteher. Seit 2014 ist dies Marek Pietruszka. Die turnusmäßigen Wahl im April 2024 führte zu folgendem Ergebnis.
- Marek Pietruszka (Wahlkomitee Marek Pietruszka) 46,6 % der Stimmen
- Tomasz Kłoś (Wahlkomitee „Partnerschaft“) 34,1 % der Stimmen
- Mariola Puda (Wahlkomitee „Pozytywni“ – Klub für soziale Initiativen) 19,4 % der Stimmen

In der damit notwendigen Stichwahl wurde Pietruszka mit 52,7 % der Stimmen gegen Kłoś als Gemeindevorsteher wiedergewählt.
Die turnusmäßigen Wahl im Oktober 2018 führte zu folgendem Ergebnis.
- Marek Pietruszka (parteilos) 68,2 % der Stimmen
- Zygmunt Knura (parteilos) 31,8 % der Stimmen

Damit wurde Pietruszka bereits im ersten Wahlgang als Gemeindevorsteher wiedergewählt.

### Gemeinderat
Der Gemeinderat besteht aus 15 Mitgliedern und wird direkt in Einpersonenwahlkreisen gewählt. Die Gemeinderatswahl 2024 führte zu folgendem Ergebnis:
- Wahlkomitee „Partnerschaft“ 41,2 % der Stimmen, 6 Sitze
- Wahlkomitee Marek Pietruszka 41,1 % der Stimmen, 9 Sitze
- Wahlkomitee „Pozytywni“ – Klub für soziale Initiativen 15,4 % der Stimmen, kein Sitz
- Übrige 2,3 % der Stimmen, kein Sitz

Die Gemeinderatswahl 2018 führte zu folgendem Ergebnis:
- Unabhängiges Wahlkomitee 51,9 % der Stimmen, 9 Sitze
- Wahlkomitee Deutsche Minderheit 44,3 % der Stimmen, 6 Sitze
- Wahlkomitee „Gemeinsam für den Bürger“ 3,8 % der Stimmen, kein Sitz

### Wappen
In Rot eine grüne stilisierte, bewurzelte Tanne, deren Stamm mit einem goldenen, schrägrechts aufsteigenden Pfeil belegt und zwei goldenen Sternen begleitet ist.
Wahrscheinlich geht das Wappen auf die Freiherren von Promnitz-Pless zurück, die noch vor den Proskowsky von Proskau im Besitz des Ortes gewesen sein könnten und deren Stammwappen einen schräggestellten Pfeil und zwei Sterne zeigt.
Das heutzutage verwendete Gemeindewappen entspricht der Zeichnung des Heraldikers Otto Hupp von 1898.

### Partnergemeinde
Zwischen der Gemeinde Klein Strehlitz und der Verbandsgemeinde Bitburg-Land in Deutschland besteht seit 1997 eine Gemeindepartnerschaft.

## Gliederung
In der Gemeinde befinden sich:
Orte mit Schulzenamt:
- Dobrau / Dobra mit Neubude / Nowy Bud
- Klein Strehlitz / Strzeleczki
- Komornik / Komorniki mit Neumühle / Nowy Młyn
- Kujau / Kujawy
- Lobkowitz / Łowkowice
- Lorenzdorf / Wawrzyńcowice
- Moschen / Moszna mit Ursulanowitz / Urszulanowice
- Pechhütte / Smolarnia  mit Servitut / Serwitut (auch Skarszów genannt)
- Rasselwitz / Racławiczki
- Schiegau / Ścigów mit Kopaline / Kopalina
- Schreibersdorf / Pisarzowice mit Buhlau / Buława (auch Pulów genannt)
- Sedschütz / Dziedzice
- Zellin / Zielina

## Sehenswürdigkeiten
Auf dem Gebiet der Gemeinde befindet sich das um 1900 von dem schlesischen Industriellen Franz Hubert von Tiele-Winckler errichtete Schloss Moschen der Familie von Tiele-Winckler, das heute als Sanatorium genutzt wird und ein beliebtes Ausflugsziel der Region ist. Der Bau, der auf den Ruinen eines abgebrannten barocken Palastes errichtet wurde, ist im Stil des Historismus mit Anklängen an die Neogotik, den Tudorstil und die Neorenaissance gehalten, und verfügt über einen rund 100 Hektar großen Park. Die Anlage gehört zu den bedeutendsten Schlössern im Oppelner Land und ganz Schlesien.
Außerdem gibt es einen Rhododendronpark (ebenfalls in Moschen) sowie die Ruine des Schlosses Dobrau (Dobra). In Lobkowitz (Łowkowice) steht eine Holländerwindmühle.

## Bevölkerung
2002 hatte die Gemeinde 8224 Einwohner. Neben der polnischen Bevölkerung gaben bei der Volkszählung 2002 3494 Personen (42,5 %) die deutsche Nationalität (Volkszugehörigkeit) und 1067 Personen Schlesisch (13,0 %) an. Bei der Volkszählung 2011 lag bei einer Gesamteinwohnerzahl von 7574 Personen der prozentuale Anteil der Deutschen bei 32,9 % bzw. 2490 Personen.
| Nationalität   | 2002   | 2002   | 2011 (2) | 2011 (2) | 2021 (2) | 2021 (2) |
| Nationalität   | Anzahl | Anteil | Anzahl   | Anteil   | Anzahl   | Anteil   |
| -------------- | ------ | ------ | -------- | -------- | -------- | -------- |
| Deutsch        | 3494   | 42,5 % | 2490     | 32,9 %   | 2128     | 29,45 %  |
| Polnisch       | 3347   | 40,7 % |          |          |          |          |
| Schlesisch (1) | 1067   | 13,0 % |          |          | 1334     | 18,46 %  |
| keine Angabe   | 309    | 3,8 %  |          |          |          |          |

1 = Wird nicht als Nationalität anerkannt.

2 = Mehrfachnennung möglich.